# Audrius Endzinas
Audrius Endzinas (* 28. Mai 1962 in Šilutė) ist ein litauischer Politiker.

## Leben
Nach dem Abitur 1980 an der 1. Mittelschule Šilutė absolvierte er 1981 die 12. technische Schule Šilutė und 1986 das Diplomstudium der Elektrotechnik an der Landwirtschaftsakademie der Vytautas-Magnus-Universität.
Von 1986 bis 1992 arbeitete er im „Ašvos“-Sovchos, danach bei UAB „Energetikos objektų statyba“, ab 2004 bei UAB „Meksimela“ als Direktor. Von 2002 bis 2004 war er Mitglied im Rat der Rajongemeinde Šilutė. Von 2004 bis 2012 vertrat er als Abgeordneter im Seimas den Wahlbezirk  Nr. 32 (Pagėgiai).
Seit 2006 ist er Mitglied der liberalen Partei Lietuvos liberalų sąjūdis.
Er ist verheiratet und hat zwei Töchter.

## Quelle
- 2008 m. Lietuvos Respublikos Seimo rinkimai - Lietuvos Respublikos liberalų sąjūdis - Iškelti kandidatai (Memento vom 17. Mai 2013 im Internet Archive)

| Personendaten    | Personendaten         |
| ---------------- | --------------------- |
| NAME             | Endzinas, Audrius     |
| KURZBESCHREIBUNG | litauischer Politiker |
| GEBURTSDATUM     | 28. Mai 1962          |
| GEBURTSORT       | Šilutė                |